# コンセルヴァトワール・フォー・ダンス・アンド・ドラマ
コンセルヴァトワール・フォー・ダンス・アンド・ドラマ（Conservatoire for Dance and Drama）は、イギリスの高等教育機関である。舞台芸術に関するより高いレベルの職業訓練を提供する多くの学校を取り纏める組織として2001年に設立された。加盟校6校と提携校2校を擁する。
加盟校
- ブリストル・オールド・ヴィック・シアター・スクール（ブリストル）
- セントラル・スクール・オブ・バレエ（ロンドン）
- ロンドン・コンテンポラリー・ダンス・スクール
- ナショナル・センター・フォー・サーカス・アーツ（ロンドン）
- ノーザン・スクール・オブ・コンテンポラリー・ダンス（リーズ）
- ランバート・スクール・オブ・バレエ・アンド・コンテンポラリー・ダンス

提携校
- ロンドン・アカデミー・オブ・ミュージック・アンド・ドラマティック・アート（LAMDA）（元加盟校）
- 王立演劇学校（RADA）

コンセルヴァトワールでは、ダンス（バレエ、コンテンポラリー、振付）、演劇（演技、演出、執筆）、舞台美術（舞台とスクリーン）、サーカス・アートなどの学部課程および大学院課程を提供している。
コンセルヴァトワールの各校は、それぞれ独自に教員を雇用しており、法的にも独立した機関である。一方で、学生はコンセルヴァトワールと各校の両方に学籍を有する。
学校全体の方針決定は運営委員会とワーキング・グループにより行われる。各校は、教員や学生、そして各校が奉仕するより広い創造的な世界の利益のために、それぞれが持つ知識と専門技能を共有するため、コンセルヴァトワール内のあらゆるレベルの審議に参加している。
コンセルヴァトワールは、ガーディアンのユニバーシティ・ガイド2019：ドラマ＆ダンス・テーブルで8位に入った。